# Гао (область)

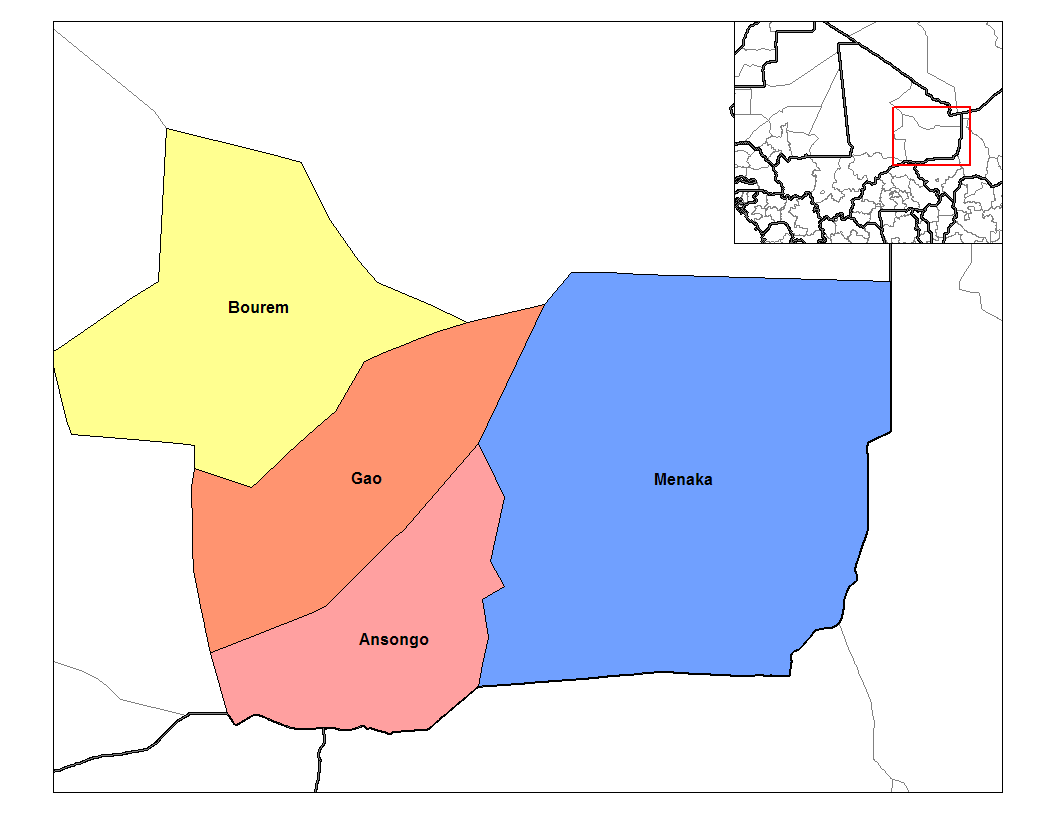
Округи області Гао

Область Гао розташована у північно-східній частині Малі. Столицею регіону є місто Ґао. Область межує на півдні та сході з Нігером, на південному заході з Буркіна-Фасо, на півночі з областю Кідаль, а на заході з Тімбукту. Область Гао населена народами сонгаї, бозо, туареги, бамбара і кунта. Міста — Ґао, Бурем і Бамба. Головною водною артерією є річка Нігер.
Область Гао є частиною Азаваду, північної частини Малі, що була відокремлена Національним рухом за визволення Азаваду (MNLA) і проголосила незалежність під час Туарезького повстання 2012 року. Після 1-ї битви за Гао MNLA втратила контроль над цими землями. Під час війни тут також відбувалося декілька інших битв, зокрема в місті Ґао.

## Адміністративний поділ
Для адміністративних цілей область Гао розділена на чотири округи:
| Назва округу | Площа (км2) | Населення Перепис 1998 р. | Населення Перепис 2009 р. |  |
| ------------ | ----------- | ------------------------- | ------------------------- |  |
| Ансонґо      | 23,614      | 82,398                    | 132,205                   |  |
| Бурем        | 43,000      | 80,667                    | 115,958                   |  |
| Ґао          | 31,250      | 143,300                   | 239,853                   |  |
| Менака       | 73,664      | 35,177                    | 56,104                    |  |

## Історія
Область Гао раніше містила всю східну частину країни на схід від області Томбукту. Але в 1991 році північна половина області Гао була відокремлена й утворено нову область Кідаль.